# Mátra (vino)
Mátra, también conocida como Mátraalja (en húngaro Mátrai borvidék) es una región vinícola de Hungría situada en el condado de Heves, al nordeste del país. Está reconocida oficialmente como una de las 22 regiones vinícolas productoras de vino vcprd del país, y como tal es utilizada como denominación de origen. 
La superficie de viñedos ocupa una extensión de unas 7100 ha.

## Variedades
- Recomendadas: Cabernet franc, Cabernet sauvignon, Chardonnay, Kékfrankos, Leányka, Olasz rizling, Ottonel muskotály, Sauvignon, Szürkebarát, Tramini.

- Complementarias: Blauburger, Cserszegi fûszeres, Hárslevelû, Királyleányka, Merlot, Pinot blanc, Pinot noir, Rajnai rizling, Rizlingszilváni, Turán, Zengõ, Zenit, Zöld veltelini, Sárga muskotály, Zweigelt.